# غيردا هينينج
غيردا هينينج (بالدنماركية: Gerda Henning)‏ هي مصممة نسيج ‏ دنماركية، ولدت في 2 مارس 1891، وتوفيت في 26 يونيو 1951.